# Svjetska turistička organizacija
Svjetska turistička organizacija je agencija Ujedinjenih naroda, sa stožerom u Madridu, koja se bavi pitanjima vezanim za turizam. 
Globalno je tijelo koje se bavi sakupljanjem i usporedbom statističkih podataka vezanih za međunarodni turizam. Publikacijom podataka omogućuju usporedbe tijeka i rasta turizma na globalnoj razini. 
Od 2005. godine, u organizaciji je 145 država, sedam teritorija i oko 350 pridruženih članica, koje predstavljaju privatni sektor, obrazovne ustanove, turistička udruženja i lokalne turističke vlasti

## Vanjske poveznice
- Službena stranica